# Боян Йокич
Боян Йокич (словен. Bojan Jokič; нар. 17 травня 1986, Крань, СФРЮ) — словенський футболіст, лівий захисник «Уфи» і національної збірної Словенії.

## Клубна кар'єра
Народився в місті Крань, Югославія (нині — на північному заході Словенії). Кар'єру починав у команді «Триглав» з рідного міста. У віці 19 років перейшов до клубу «Гориця», з яким 2006 року виграв чемпіонат Словенії (для «Гориці» це стало третім чемпіонським титулом поспіль), а на наступний рік став віце-чемпіоном країни.
Після цього Йокич був куплений французьким клубом «Сошо», підписавши контракт до літа 2011 року. У 16 перших турах чемпіонату Франції 2009/10 Йокич виходив на поле всього 3 рази.
В січні 2010 року був відданий в оренду італійському «К'єво» і допоміг йому уникнути вильоту з серії А, зігравши 9 матчів («К'єво» зайняв 16-е місце з 20 команд в чемпіонаті Італії 2009/10, «Сошо» фінішував на тому ж місці в чемпіонаті Франції). Після цього веронці викупили контракт гравця і словенець провів ще три сезони в Серії А.
Влітку 2013 року на правах вільного агента перейшов в іспанський «Вільярреал», підписавши чотирирічний контракт. Проте в Ла Лізі словенець закріпитись не зумів, зіграши за перший чсезо лише у 15 матчах чемпіонату, а у наступному взагалі тільки у 7.
У першій половині сезону 2015/16 Йокич провів у складі «жовтої субмарини» всього сім поєдинків — 2 у чемпіонаті, 1 у кубку і 4 в лізі Європи, тому на початку січня 2016 року був відданий в оренду до кінця сезону в англійський «Ноттінгем Форест», що виступав у Чемпіоншипі. У новій команді він мав стати заміною для іспанця Даніеля Пінільйоса, який вибув з ладу до кінця сезону через травму коліна.

## Виступи у збірній
У збірній Йокіч дебютував у 19-літньому віці 28 лютого 2006 року в гостьовому товариському матчі з Кіпром. В наш час[коли?] Йокіч є основним лівим захисником збірної, за яку він провів за вже більше 30 матчів.

## Титули і досягнення
- Чемпіон Словенії (1):

«Гориця»: 2005–06